# Hermann von Hoser
Hermann Hoser, ab 1885 von Hoser, (* 13. Mai 1830 in Lustnau; † 19. März 1913 in Stuttgart) war ein württembergischer Oberamtmann und Regierungspräsident.

## Leben und Beruf
Hermann Hoser war der Sohn eines Kameralverwalters. Er besuchte das Seminar in Schöntal und studierte dann Rechts- und Regiminalwissenschaften in Tübingen (Mitglied der Studentenverbindung Landsmannschaft Ghibellinia Tübingen), 1855 legte er die erste und 1857 die zweite höhere Dienstprüfung ab. Von 1857 bis 1858 war er Aktuariatsverweser bei den Oberämtern Cannstatt, Besigheim und Biberach und von 1858 bis 1863 Aktuar bei den Oberämtern Heilbronn und Besigheim und bei der Stadtdirektion Stuttgart. Von 1863 bis 1865 arbeitete er als Kollegialhilfsarbeiter bei der Regierung des Neckarkreises in Ludwigsburg, bei der Regierung des Schwarzwaldkreises in Reutlingen und bei der Ministerialabteilung für Straßen- und Wasserbau in Stuttgart. Nächste Station war die Polytechnische Schule in Stuttgart, wo er von 1865 bis 1870 Regierungsassessor und Lehrbeauftragter für Staats- und Verwaltungskunde war. Von 1870 bis 1874 leitete er als Oberamtmann das Oberamt Vaihingen. 1874 wechselte er als Regierungsrat zum Landesamt für das Heimatwesen, Ab 1877 war er auch Mitglied der Zentralleitung des Wohltätigkeitsvereins und der Armenkommission. 1877 wurde Hermann von Hoser Stadtdirektor in Stuttgart, dieses Amt übte er bis 1889 aus. 1889 wurde er als Regierungspräsident Leiter der Regierung des Jagstkreises in Ellwangen und ab 1894 des Donaukreises in Ulm, ab 1899 mit Titel und Rang Regierungspräsident. 1903 ging Hoser in den Ruhestand.

## Ehrungen, Nobilitierung
- Silberne Jubiläumsmedaille
- 1878 Ritterkreuz 2. Klasse des Ordens der württembergischen Krone
- 1885 Ritterkreuz 1. Klasse des Ordens der württembergischen Krone[2], welches mit dem persönlichen Adelstitel (Nobilitierung) verbunden war
- 1888 Preußischer Roter Adlerorden 2. Klasse
- 1889 Olga-Orden
- 1889 Kommandeurskreuz des persischen Sonnen- und Löwenordens
- 1890 Kommenturkreuz 2. Klasse des Friedrichs-Ordens
- 1897 Kommenturkreuz des Ordens der Württembergischen Krone
- 1903 Kommenturkreuz 1. Klasse des Friedrichs-Ordens